# Frank Fielding
Francis David "Frank" Fielding, född 4 april 1988 i Blackburn, Lancashire, är en engelsk fotbollsmålvakt som spelar för Stoke City.

## Karriär
Den 1 december 2021 värvades Fielding av Stoke City på ett korttidskontrakt.